# Hitra cesta H7
Hitra cesta H7 je štiripasovna povezava med razcepom Dolga vas in krožiščem pred mednarodnim mejnim prehodom Dolga vas na meji z Madžarsko. Z razcepom Dolga vas se preko avtoceste A5 (Maribor–Pince) navezuje na ostalo slovensko cestno omrežje. 

## Zgodovina
Hitra cesta H7 je bila zgrajena in odprta sočasno z avtocesto A5 leta 2008. Kot dvopasovnica (ali I. faza) oziroma obvoznica Lendave je bila delno zgrajena že leta 1999.

## Značilnosti
Dolžina štiripasovne hitre ceste je 2,8 km in se konča s krožiščem. Prečni prerez znaša 21,20 m: vozni pasovi širine 3,50 m, robni pas 0,30 m ob prehitevalnem pasu, robni pas 0,50 m ob voznem pasu, srednji ločilni pas širine 3,0 m in bankina 1,3 m. Na hitri cesti je en priključek Dolga vas in 3 nadvozi za občinske ceste.

## Opuščen mednarodni mejni prehod Dolga vas
Od prej omenjenega krožišča do meje z Madžarsko je obstoječa glavna cesta G2-109 tripasovna dolžine 540 m. Pred mejo je tudi velik plato, ki je prvotno služil za kontrolo blaga in oseb pri prehajanju meje, danes pa je to parkirišče predvsem za tovorna vozila in občasno kontrolo vozil in oseb. Na tem območju je tudi Policijska postaja za izravnalne ukrepe. 